# Silvana Gallardo
Silvana Gallardo (New York, 1953. január 13. – Louisville, Kentucky, 2012. január 2.) amerikai színésznő és színi tanárnő.

## Élete
Nemzetiségileg vegyes összetételű családban született: felmenői között akad kubai venezuelai, szicíliai és amerikai indián ős is. Tanulmányait zömmel New Yorkban végezte, s több ösztöndíjat is elnyert a tanulmányok folytatásához, bár próbálták rávenni arra, hogy énekléssel és tánccal is próbálkozzék meg, hogy a szerepei ne korlátozódjanak megszabott keretek közé.
A színművészeti oktatás során gyakran alkalmazott pszichológiai módszereket, így próbálta oldani a játék közben, a színészekre nehezedő feszültséget. Tevékenységével számos komoly művészt, így színészeket, tanárokat, irodalmárokat sikerült kinevelnie.
Több filmben és sorozatban is játszott karakterszerepeket. Feltűnt így a MacGyver, a Kojak, a Starsky és Hutch, vagy a Knots Landing sorozatokban. A filmek közül említésre méltó A szív csendje c. 1984-es dráma, vagy a Széljáró, de kétségkívül a leghíresebb a Bosszúvágy 2. c. erőszakfilm, ahol a szakácsnőt játszó Gallardo néhány piszkos, drogfüggő, elvetemült csavargónak esik áldozatul, akik leírhatatlan módon megerőszakolják és meggyilkolják. Mivel a jelenetek a maguk nemében elég durvának számítottak, ezért valóban szükség volt egy olyan színészre, aki lelkileg képes felkészülni erre. Gallardónak mindez ment. Az egyik bűnözőt épp Laurence Fishburne játszotta, aki évekkel később már szintén sztár lett a CSI című sorozattal. Neki és a fiatal színész kollégái némelyikének, akik a punkokat alakították, tehertétel volt a jelenet eljátszása.
Gallardo a kentuckybeli Parisban élt. 2012 elején, nem egészen két héttel 59. születésnapja előtt szívroham érte. A Louisville-ben levő Zsidó Kórházban hunyt el.